# Anethum theurkauffii
Anethum theurkauffii är en flockblommig växtart som beskrevs av René Charles Maire. Anethum theurkauffii ingår i släktet dillsläktet, och familjen flockblommiga växter. Inga underarter finns listade i Catalogue of Life.